# Eleccions a l'Assemblea Legislativa d'Angola de 1973
Les eleccions a l'Assemblea Legislativa es van celebrar per primer cop a l'Àfrica Occidental Portuguesa entre el 19 i el 27 de març de 1973.

## Antecedents
El 2 de maig de 1972 l'Assemblea de la República Portuguesa va aprovar la Llei Orgànica dels territoris d'ultramar, que preveia una major autonomia per als territoris d'ultramar. Angola havia de tenir una Assemblea legislativa de 53 membres, dels quals es van escollir 32. La resta serien nomenats pels serveis públics, grups religiosos i grups empresarials.
Es requeria que els candidats fossin ciutadans portuguesos que havien viscut a Angola durant més de tres anys i ser capaços de llegir i escriure en portuguès, i que els votants sabessin llegir i escriure. A mesura que la Constitució portuguesa prohibia els partits polítics del moment, la majoria dels candidats van ser presentats per la governamental Acció Nacional Popular, encara que a algunes associacions civils se'ls va permetre presentar candidats.

## Resultats
D'una població total de 5.673.046 habitants, només 584.000 persones eren registrades per votar. La participació electoral va ser del 85,6%. Els membres elegits van incloure 29 blancs i 24 negres.